# Mistrovství světa v judu 1979 – muži – superlehká váha (-60kg)
Zápasy v judu na X. mistrovství světa v kategorii superlehkých vah mužů proběhly v Paříži, 9. prosinec 1979.

## Finále
| Finále      |             |
| ----------- | ----------- |
| Thierry Rey | Thierry Rey |
| Kwak U-čong | Thierry Rey |

## Opravy / O bronz
Do oprav se dostali judisté, kteří během turnaje prohráli svůj zápas s jedním ze dvou finalistů.
| opravy    | opravy            | opravy            | o bronz           |                   |
| --------- | ----------------- | ----------------- | ----------------- | ----------------- |
| volný los | Víctor Urbina     | Jasuhiko Moriwaki | Jasuhiko Moriwaki | Jasuhiko Moriwaki |
| volný los | Víctor Urbina     | Jasuhiko Moriwaki | Jasuhiko Moriwaki | Jasuhiko Moriwaki |
|           | Jasuhiko Moriwaki | Jasuhiko Moriwaki | Jasuhiko Moriwaki | Jasuhiko Moriwaki |
|           |                   | Rafael González   | Jasuhiko Moriwaki | Jasuhiko Moriwaki |
|           |                   |                   | Arpad Szabo       | Jasuhiko Moriwaki |
| volný los | Aramby Emiž       | Aramby Emiž       | Aramby Emiž       | Felice Mariani    |
| volný los | Aramby Emiž       | Aramby Emiž       | Aramby Emiž       | Felice Mariani    |
|           | Phil Takahashi    | Aramby Emiž       | Aramby Emiž       | Felice Mariani    |
|           |                   | Luiz Shinohara    | Aramby Emiž       | Felice Mariani    |
|           |                   |                   | Felice Mariani    | Felice Mariani    |

## Pavouk
|   | 1/64              | 1/32                | 1/16                | čtvrtfinále     | semifinále     | finále      |
| - | ----------------- | ------------------- | ------------------- | --------------- | -------------- | ----------- |
| A | Indonésie         | Alberto Francini    | João Paulo Mendonça | Arpad Szabo     | Arpad Szabo    | Thierry Rey |
| A | Alberto Francini  | Alberto Francini    | João Paulo Mendonça | Arpad Szabo     | Arpad Szabo    | Thierry Rey |
| A | volný los         | João Paulo Mendonça | João Paulo Mendonça | Arpad Szabo     | Arpad Szabo    | Thierry Rey |
| A | volný los         | João Paulo Mendonça | João Paulo Mendonça | Arpad Szabo     | Arpad Szabo    | Thierry Rey |
| A | volný los         | Ali Mohamed         | Arpad Szabo         | Arpad Szabo     | Arpad Szabo    | Thierry Rey |
| A | volný los         | Ali Mohamed         | Arpad Szabo         | Arpad Szabo     | Arpad Szabo    | Thierry Rey |
| A | volný los         | Arpad Szabo         | Arpad Szabo         | Arpad Szabo     | Arpad Szabo    | Thierry Rey |
| A | volný los         | Arpad Szabo         | Arpad Szabo         | Arpad Szabo     | Arpad Szabo    | Thierry Rey |
| A | John Holliday     | John Holliday       | John Holliday       | Eddy Koaz       | Arpad Szabo    | Thierry Rey |
| A | Eivind Brauer     | John Holliday       | John Holliday       | Eddy Koaz       | Arpad Szabo    | Thierry Rey |
| A | volný los         | Ivajlo Škutov       | John Holliday       | Eddy Koaz       | Arpad Szabo    | Thierry Rey |
| A | volný los         | Ivajlo Škutov       | John Holliday       | Eddy Koaz       | Arpad Szabo    | Thierry Rey |
| A | volný los         | Özdemir             | Eddy Koaz           | Eddy Koaz       | Arpad Szabo    | Thierry Rey |
| A | volný los         | Özdemir             | Eddy Koaz           | Eddy Koaz       | Arpad Szabo    | Thierry Rey |
| A | volný los         | Eddy Koaz           | Eddy Koaz           | Eddy Koaz       | Arpad Szabo    | Thierry Rey |
| A | volný los         | Eddy Koaz           | Eddy Koaz           | Eddy Koaz       | Arpad Szabo    | Thierry Rey |
| B | Jasuhiko Moriwaki | Jasuhiko Moriwaki   | Jasuhiko Moriwaki   | Thierry Rey     | Thierry Rey    | Thierry Rey |
| B | Manuel Jiménez    | Jasuhiko Moriwaki   | Jasuhiko Moriwaki   | Thierry Rey     | Thierry Rey    | Thierry Rey |
| B | volný los         | Trevor Bilney       | Jasuhiko Moriwaki   | Thierry Rey     | Thierry Rey    | Thierry Rey |
| B | volný los         | Trevor Bilney       | Jasuhiko Moriwaki   | Thierry Rey     | Thierry Rey    | Thierry Rey |
| B | volný los         | Thierry Rey         | Thierry Rey         | Thierry Rey     | Thierry Rey    | Thierry Rey |
| B | volný los         | Thierry Rey         | Thierry Rey         | Thierry Rey     | Thierry Rey    | Thierry Rey |
| B | volný los         | Víctor Urbina       | Thierry Rey         | Thierry Rey     | Thierry Rey    | Thierry Rey |
| B | volný los         | Víctor Urbina       | Thierry Rey         | Thierry Rey     | Thierry Rey    | Thierry Rey |
| B | volný los         | Reino Fagerlund     | Reino Fagerlund     | Rafael González | Thierry Rey    | Thierry Rey |
| B | volný los         | Reino Fagerlund     | Reino Fagerlund     | Rafael González | Thierry Rey    | Thierry Rey |
| B | volný los         | Morteza             | Reino Fagerlund     | Rafael González | Thierry Rey    | Thierry Rey |
| B | volný los         | Morteza             | Reino Fagerlund     | Rafael González | Thierry Rey    | Thierry Rey |
| B | volný los         | Franc Očko          | Rafael González     | Rafael González | Thierry Rey    | Thierry Rey |
| B | volný los         | Franc Očko          | Rafael González     | Rafael González | Thierry Rey    | Thierry Rey |
| B | volný los         | Rafael González     | Rafael González     | Rafael González | Thierry Rey    | Thierry Rey |
| B | volný los         | Rafael González     | Rafael González     | Rafael González | Thierry Rey    | Thierry Rey |
| C | Helmut Gröbelin   | Felice Mariani      | Felice Mariani      | Felice Mariani  | Felice Mariani | Kwak U-čong |
| C | Felice Mariani    | Felice Mariani      | Felice Mariani      | Felice Mariani  | Felice Mariani | Kwak U-čong |
| C | volný los         | Ganniyu             | Felice Mariani      | Felice Mariani  | Felice Mariani | Kwak U-čong |
| C | volný los         | Ganniyu             | Felice Mariani      | Felice Mariani  | Felice Mariani | Kwak U-čong |
| C | volný los         | Gole                | Ed Liddie           | Felice Mariani  | Felice Mariani | Kwak U-čong |
| C | volný los         | Gole                | Ed Liddie           | Felice Mariani  | Felice Mariani | Kwak U-čong |
| C | volný los         | Ed Liddie           | Ed Liddie           | Felice Mariani  | Felice Mariani | Kwak U-čong |
| C | volný los         | Ed Liddie           | Ed Liddie           | Felice Mariani  | Felice Mariani | Kwak U-čong |
| C | volný los         | Ferenc Kollár       | Marcel Burkhard     | Marcel Burkhard | Felice Mariani | Kwak U-čong |
| C | volný los         | Ferenc Kollár       | Marcel Burkhard     | Marcel Burkhard | Felice Mariani | Kwak U-čong |
| C | volný los         | Ahmed Musa          | Marcel Burkhard     | Marcel Burkhard | Felice Mariani | Kwak U-čong |
| C | volný los         | Ahmed Musa          | Marcel Burkhard     | Marcel Burkhard | Felice Mariani | Kwak U-čong |
| C | volný los         | Mike Scott          | Mike Scott          | Marcel Burkhard | Felice Mariani | Kwak U-čong |
| C | volný los         | Mike Scott          | Mike Scott          | Marcel Burkhard | Felice Mariani | Kwak U-čong |
| C | volný los         | Reinhard Arndt      | Mike Scott          | Marcel Burkhard | Felice Mariani | Kwak U-čong |
| C | volný los         | Reinhard Arndt      | Mike Scott          | Marcel Burkhard | Felice Mariani | Kwak U-čong |
| D | Salih Takruny     | Aramby Emiž         | Kwak U-čong         | Kwak U-čong     | Kwak U-čong    | Kwak U-čong |
| D | Aramby Emiž       | Aramby Emiž         | Kwak U-čong         | Kwak U-čong     | Kwak U-čong    | Kwak U-čong |
| D | volný los         | Kwak U-čong         | Kwak U-čong         | Kwak U-čong     | Kwak U-čong    | Kwak U-čong |
| D | volný los         | Kwak U-čong         | Kwak U-čong         | Kwak U-čong     | Kwak U-čong    | Kwak U-čong |
| D | volný los         | Phil Takahashi      | Phil Takahashi      | Kwak U-čong     | Kwak U-čong    | Kwak U-čong |
| D | volný los         | Phil Takahashi      | Phil Takahashi      | Kwak U-čong     | Kwak U-čong    | Kwak U-čong |
| D | volný los         | Wong                | Phil Takahashi      | Kwak U-čong     | Kwak U-čong    | Kwak U-čong |
| D | volný los         | Wong                | Phil Takahashi      | Kwak U-čong     | Kwak U-čong    | Kwak U-čong |
| D | volný los         | Josef Reiter        | Edmund Schulz       | Luiz Shinohara  | Kwak U-čong    | Kwak U-čong |
| D | volný los         | Josef Reiter        | Edmund Schulz       | Luiz Shinohara  | Kwak U-čong    | Kwak U-čong |
| D | volný los         | Edmund Schulz       | Edmund Schulz       | Luiz Shinohara  | Kwak U-čong    | Kwak U-čong |
| D | volný los         | Edmund Schulz       | Edmund Schulz       | Luiz Shinohara  | Kwak U-čong    | Kwak U-čong |
| D | volný los         | Luiz Shinohara      | Luiz Shinohara      | Luiz Shinohara  | Kwak U-čong    | Kwak U-čong |
| D | volný los         | Luiz Shinohara      | Luiz Shinohara      | Luiz Shinohara  | Kwak U-čong    | Kwak U-čong |
| D | volný los         | Matsunaga           | Luiz Shinohara      | Luiz Shinohara  | Kwak U-čong    | Kwak U-čong |
| D | volný los         | Matsunaga           | Luiz Shinohara      | Luiz Shinohara  | Kwak U-čong    | Kwak U-čong |